# Сен Лоран ди Марони
Сен Лоран ди Марони (фр. Saint-Laurent-du-Maroni) је други највећи град француске прекоморске територије Француска Гвајана. По подацима из 2007. град има 34.149 становинка. 
То је погранични град на северозападу Француске Гвајане, на обали реке Марони. Са друге стране реке је градић Алабина у Суринаму до кога саобраћа трајект. Сен Лоран ди Марони повезан је асфалтним путем са 253 километра удаљеном Кајеном. 
Сен Лоран ди Марони је настао 1858. као затвореничка колонија. Тиме се објашњава његова удаљеност од атлантске обале. Статус града је добио 1949.

## Географија

### Клима
| Клима (Сен Лоран ди Марони) | Клима (Сен Лоран ди Марони) | Клима (Сен Лоран ди Марони) | Клима (Сен Лоран ди Марони) | Клима (Сен Лоран ди Марони) | Клима (Сен Лоран ди Марони) | Клима (Сен Лоран ди Марони) | Клима (Сен Лоран ди Марони) | Клима (Сен Лоран ди Марони) | Клима (Сен Лоран ди Марони) | Клима (Сен Лоран ди Марони) | Клима (Сен Лоран ди Марони) | Клима (Сен Лоран ди Марони) | Клима (Сен Лоран ди Марони) |
| Показатељ \ Месец           | .Јан.                       | .Феб.                       | .Мар.                       | .Апр.                       | .Мај.                       | .Јун.                       | .Јул.                       | .Авг.                       | .Сеп.                       | .Окт.                       | .Нов.                       | .Дец.                       | .Год.                       |
| --------------------------- | --------------------------- | --------------------------- | --------------------------- | --------------------------- | --------------------------- | --------------------------- | --------------------------- | --------------------------- | --------------------------- | --------------------------- | --------------------------- | --------------------------- | --------------------------- |
| Средњи максимум, °C (°F)    | 29,1 (84,4)                 | 29,2 (84,6)                 | 29,7 (85,5)                 | 30,0 (86)                   | 29,9 (85,8)                 | 30,3 (86,5)                 | 31,1 (88)                   | 32,1 (89,8)                 | 32,8 (91)                   | 32,6 (90,7)                 | 31,6 (88,9)                 | 29,9 (85,8)                 | 30,7 (87,3)                 |
| Средњи минимум, °C (°F)     | 22,1 (71,8)                 | 22,0 (71,6)                 | 22,2 (72)                   | 22,6 (72,7)                 | 22,8 (73)                   | 22,5 (72,5)                 | 22,2 (72)                   | 22,3 (72,1)                 | 22,3 (72,1)                 | 22,3 (72,1)                 | 22,3 (72,1)                 | 22,3 (72,1)                 | 22,3 (72,1)                 |
| Количина падавина, mm (in)  | 255,8 (100,71)              | 175,8 (69,21)               | 189,2 (74,49)               | 248,2 (97,72)               | 366,6 (144,33)              | 320,4 (126,14)              | 250,2 (98,5)                | 167,0 (65,75)               | 115,2 (45,35)               | 105,9 (41,69)               | 159,3 (62,72)               | 240,8 (94,8)                | 2.594,4 (1.021,42)          |
| [ тражи се извор ]          |                             |                             |                             |                             |                             |                             |                             |                             |                             |                             |                             |                             |                             |

## Демографија
| 1961. | 1967. | 1974. | 1982. | 1990.  | 1999.  | 2006.  | 2011.  |
| ----- | ----- | ----- | ----- | ------ | ------ | ------ | ------ |
| 3.019 | 5.031 | 5.055 | 6.971 | 13.616 | 19.211 | 33.707 | 40.462 |

## Партнерски градови
- Сен Лорен ди Вар